# عزلة الأصيور (إب)

تعديل مصدري - تعديل

عزلة الأصيور هي إحدى عزل مديرية حزم العدين في محافظة إب اليمنية ويبلغ تعداد سكانها 2204 نسمة حسب التعداد السكاني في اليمن لعام 2004. تضم عدة قرى منها قرية وادي هنا وقرية وادي الصيرة بالإضافة إلى قريتي الشعوب والدرداء.

## روابط خارجية
- الجهاز المركزي للإحصاء بالجمهورية اليمنية
- المركز الوطني للمعلومات باليمن
- الدليل الشامل